# Reorganizarea Armatei României (1917)
Reorganizarea armatei din 1917 a reprezentat procesul prin care marile unități și unitățile Armatei României au fost trecute în refacere, completate cu efective și echipamente militare, reorganizate și instruite, în urma pierderilor suferite în campania anului 1916.
Procesul de reorganizare s-a desfășurat în Moldova, unitățile Armatei 1 executând reorganizarea în spatele frontului iar unitățile Armatei 2 pe front. Procesul s-a încheiat în linii mari la începutul lunii iulie 1917, deși unele mari unități (ex. Divizia 4 Infanterie) au terminat reorganizarea abia în luna noiembrie 1917.

## Situația la sfârșitul anului 1916
La 1 ianuarie 1917 situațía României era foarte grea, având 2/3 din teritoriul național ocupat de forțele Puterilor Centrale. Singurul teritoriu rămas sub autoritatea guvernului român - Moldova era supraaglomerat, pe lângă populația locală fusese nevoită să se retragă resturile unităților din Armata României, precum și peste 1,5 milioane de refugiați. La aceștia se adăugau circa 800.000 de militari ruși care apărau Frontul Român.:p. 363
În campania anului 1916 Armata României suferise pierderi care se cifrau la aproape 2/3 din efectivul armatei de operații (de la 564.431  la 194.945 de militari).:p. 20 Dintre aceștia, peste 100.000 erau morți sau dispăruți, 50.000 de răniți, iar restul prizonieri sau rămași în teritoriul ocupat. Efectivele unor divizii de infanterie erau reduse sub nivelul celor ale unui regiment: Diviziile 2/5 și 9/19 Infanterie aveau între 2.500 și 5.000 de militari, Divizia 12 Infanterie avea 7 batalioane cu un total de 2.000 de oameni, iar  Divizia 7 Infanterie avea 5 batalioane și 13 baterii de artlerie, cu un total de 4.000 de oameni.:p. 282
Pierderile erau foarte mari și în ceea ce privește echipamentul militar. Fuseseră pierdute 290.000 de arme individuale, 250 de mitraliere, 450 tunuri din care 230 tunuri moderne de 75 mm cu tragere repede și 60 de obuziere de 105 mm.:p. 282
La 1 ianuarie 1917, de fapt, nici nu se știa exact ce mai rămăsese din personal și material, numai așa se explică tatonările, impreciziunile, schimbările și contraordinele ce au urmat, producând perturbațiuni grave.:p. 21
_______ General Gheoghe Dabija, Armata română în războiul mondial (1916 – 1918)

## Principiile reorganizării
Reorganizarea forțelor Armatei României s-a făcut pe baza a patru principii generale:
1. Reducerea armatei de operațiii, la un efectiv corespunzător resurselor disponibile și care să fie sustenabil în ipoteza ducerii unei campanii cu durată mare în timp
2. Redimensionarea și înzestrarea diviziilor astfel încât ele trebuiau să devină unități autonome, capabile să se autosusțină și să lupte independent, având și servicii de etape
3. Transformarea corpurilor de armată doar în organe de comandament, formate din generalul comandant și statul său major, fără unități auxiliare și de sprijin
4. Înzestrarea armatelor cu unități de sprijin de luptă (cavalerie, artilerie grea, pontonieri, servicii etc.) și trupe și servicii de etape[2]:p. 21[3]:p. 283

## Completarea cu efective
Completarea cu personal s-a făcut cu militari de la părțile sedentare ale unităților (130.000 oameni) și din contingentele 1917 și 1918 (80.000 oameni).:p. 283 La sfârșitul reorganizării, totalul forțelor luptătoare, fără formațiunile de etape și servicii, se ridica la puțin peste 400.000 militari.:p. 381